# Blutrausch-Fall
Der als Blutrausch-Fall bekanntgewordene Fall des Bundesgerichtshofs aus dem Jahr 1955 ist ein bekanntes Fallbeispiel in der Rechtswissenschaft und beschäftigt sich mit den rechtlichen Folgen einer erst während der Tatausführung eingetretenen Schuldunfähigkeit.

## Sachverhalt
Die Angeklagte schlug mit einem Hammer auf den Kopf der K. ein. Hierbei handelte sie zunächst nur vorsätzlich im Hinblick auf eine Körperverletzung der Frau K. Sodann geriet die Angeklagte in Angst, die K. könne aufgrund der Tat Strafanzeige erstatten. Daraufhin entschloss sie sich zur Tötung der K. durch weitere Hammerschläge auf Kopf und Gesicht. Während der Ausführung dieses Entschlusses verfiel sie in einen Blutrausch, der dazu führte, dass die Angeklagte die Tatwaffe wechselte und infolgedessen statt mit dem Hammer mit einem zufällig dastehenden Bergmannsbeil auf Gesicht und Kopf der K. einschlug. Bei der Tatausführung verletzte sie die K. durch insgesamt 5 von 30 Schlägen mit Hammer und Beil derart, dass die K. alsbald verstarb.
Die Angeklagte hatte aufgrund des Blutrausches die Hiebe mit dem Bergmannsbeil nicht in ihr Bewusstsein aufgenommen.

## Verurteilung

### Erstinstanzliches Urteil
Das Schwurgericht des Landgerichts Essen wertete die Hammer- und Beilhiebe wegen des engen räumlichen und zeitlichen Zusammenhangs als eine Tat. Dem stehe auch nicht entgegen, dass die Angeklagte zunächst nur mit Körperverletzungsvorsatz und erst im weiteren Tatverlauf mit Tötungsvorsatz handelte. Weil die Angeklagte durch die (eine) Tat keine andere Tat habe verdecken wollen, scheide eine Strafbarkeit wegen versuchten Mordes aus.
Das Tatgericht konnte nicht feststellen, welche 5 von insgesamt 30 Schlägen mit Hammer und Beil tödlich waren. Es nahm daher zugunsten der Angeklagten in dubio pro reo an, dass die K. nicht schon durch die Hammerschläge, die die Angeklagte in Körperverletzungsabsicht ausgeführt hatte, gestorben sei, sondern erst durch die im Zustand des Blutrausches ausgeführten Beilhiebe. Allerdings könne die Angeklagte wegen der Beilhiebe aufgrund der im Blutrausch begründeten Schuldunfähigkeit nicht wegen vollendeter Tötung bestraft werden. Somit bleibe es bei einer Strafbarkeit wegen versuchter Tötung.
Gegen dieses Urteil legte die Staatsanwaltschaft Revision ein. Sie rügte die Annahme einer Handlungseinheit in Bezug auf die Hammer- und Beilschläge und damit die Nichtanwendung des § 211 StGB a.F. sowie die Annahme einer nur versuchten Tötung.

### Zweitinstanzliches Urteil
Der BGH hielt, entgegen der Auffassung des (erstinstanzlichen) Schwurgerichts, den Tatbestand des § 211 II 3. Halbsatz StGB (a.F.) für anwendbar. Dieser stehe in Tateinheit zur ebenfalls verwirklichten gefährlichen Körperverletzung nach § 223a StGB a.F.
Im Hinblick auf die seitens der Staatsanwaltschaft gerügte Annahme einer nur versuchten Tötung hielt der BGH die Begründetheit (und damit insoweit letztlich auch den Erfolg) der Revision für jedenfalls möglich. Er gab dem Essener Schwurgericht auf zu untersuchen, welche Vorstellung vom Ablauf der Tat die Angeklagte hatte. Da sich der Vorsatz auch auf das Kausalgeschehen [im übertragenen Sinne den wesentlichen Ablauf des Tathergangs] erstrecken müsse, sei dabei insbesondere zu erforschen, ob die Angeklagte den Eintritt des Blutrausches und die damit einhergehenden Folgen – „[…] etwa gewarnt durch ihre früheren Jähzornausbrüche […]“ – vorhersehen konnte und zumindest billigend in Kauf genommen hat. Sofern die Untersuchung ergebe, dass dies zu bejahen sei, liege eine vollendete (strafbare) Tötung vor; werde dies verneint, sei von einer lediglich versuchten Tötung auszugehen.
Ebenfalls liege nur eine versuchte Tötung vor, wenn die K. bereits durch die „nur“ vom Körperverletzungsvorsatz erfassten Hammerschläge gestorben sei [Anmerkung: im Hinblick auf die vom Tötungsvorsatz geprägten Hammerschläge läge dann ein untauglicher Versuch vor].

## Rechtliche Bedeutung
Die grundsätzliche Existenz schuldausschließender Affektzustände war zum Zeitpunkt der Entscheidung nach den Ausführungen des BGH in der Strafrechtswissenschaft allgemein anerkannt; wenngleich auch in der Psychologie teilweise (wieder) umstritten. Allerdings herrschte nach den Ausführungen der BGH-Entscheidung Uneinigkeit darüber, ob ein Schuldausschluss nur bei einem unverschuldet eingetretenen Affekt oder auch bei schuldhafter Herbeiführung des Affektzustands in Betracht komme.
Im Blutrausch-Fall bringt der BGH seine Rechtsauffassung in Bezug auf diese Streitigkeit zum Ausdruck. Danach komme ein Strafbarkeitsausschluss im Falle eines schuldhaft herbeigeführten Affektzustands jedenfalls dann nicht in Betracht, wenn die von einem Täter im Zustand der Schuldunfähigkeit begangenen Handlungen „nur eine unwesentliche Abweichung von der Tatvorstellung des Täters darstellen“ und vom Vorsatz erfasst sind. Nähme der Täter den Eintritt der Schuldunfähigkeit billigend in Kauf, so sei er demnach wegen des vollendeten Delikts zu bestrafen, auch wenn der konkrete Taterfolg erst aufgrund einer im Zustand der Schuldunfähigkeit getätigten Handlung eintrete. Diese Rechtsauffassung wurde in einer späteren BGH-Entscheidung bestätigt.
Damit besteht auch eine gewisse Ähnlichkeit zur actio libera in causa, da auch hier eine Bestrafung des Täters wegen einer schuldhaft herbeigeführten Schuldunfähigkeit nicht entfällt.
Die Lösung des BGH entspricht der herrschenden Meinung. Es gibt jedoch restriktivere Mindermeinungen.